# Шерефеддин Сабунджуоглу
Шерефеддин Сабунджуоглу (осман. شرف الدّین صابونجی اوغلی‎; 1385—1468) — средневековый османский врач и хирург. Начал интересоваться медициной в 17 лет. Вплоть до смерти занимался практической медициной и медицинскими исследованиями в госпитале Амасья Дар-Эс Сифа, который возглавлял в течение 14 лет.

## Биография
Жил в XV веке в Амасье. В тот период Амасья была торговым и культурным центром, в ней развивались искусства. Шерефеддин Сабунджуоглу ради работы ушёл из семьи и занимался медициной в госпитале Амасьи, который был построен в 1308 году.
Сабунджуоглу написал первый иллюстрированный атлас по хирургии «Джаррахййат аль-Ханиййа» (императорская хирургия), а также «Мюджерребнаме».
Сабунджуоглу написал «Джаррахййат аль-Ханиййа» в 1465 году, когда ему было 80 лет. Она разделена на три части, на 412 страницах рассмотрена 191 тема. Сохранились три ручные копии, две из которых написал сам Сабунджуоглу. Все три копии немного отличаются друг от друга, и ни одна из них не полна. Они хранятся в стамбульской библиотеке Фатих Миллет, кафедре истории медицины Стамбульского университета и парижской Национальной библиотеке. «Джаррахййат аль-Ханиййа» была первым атласом по хирургии и последней крупной медицинской энциклопедией исламского мира. Во многом книга Сабунджуоглу основана на «Китаб ат-Тасриф» аз-Захрави, но Сабунджуоглу включил много нового. Также «Джаррахййат аль-Ханиййа» стала одной из первых книг, включавших изображения женщин-хирургов.